# 镇江都天庙
镇江都天庙是一座祭祀唐代安史之乱中坚守睢阳（今河南商丘）孤城，保障江淮安全的守将、“都天大帝”张巡的廟宇，位于中国江苏省镇江市京口区宝塔山公园。
镇江都天庙创立于明末崇祯年间。此后发展为规模宏大的寺庙，号称"99间半"。
从康熙、雍正年间起，清代和民国的两百多年间，每年农历四月，还举行规模盛大的庙会--都天会，持续一个月，吸引长江两岸、运河沿岸参与人数多达二十万人。江广业、木业、糖业、布业、鞋帽业、船业、钱庄业、京广货业、鱼业、米粮业、食油业、浴室业、银楼业、估衣业等各行各业分别举办金炉会、龙亭会等名目参与。赛会出游时，从宝塔山下都天庙出发，进东门，经范公桥、东门坡、小市口、鼓楼岗、府衙街、千秋桥、中街、五条街、大市口、四牌楼、堰头街，出小西门，经上河边、新河街、小闸桥、姚一湾、大闸桥、鱼巷、西门大街、银山门至小码头街都天行宫，然后折回，沿南马路到新马路都天行宫，进新西门，经双井路、竹竿巷、大市口、观音桥巷、小南马路、南门大街，出南门返回都天庙。
抗日战争初期，日军轰炸附近的兵营“35标”和“36标”时，镇江都天庙寺庙大部被毁。1997年重新开放，大殿楹联为：“孤忠百战江山血，一死千秋天地魂”。2017年10月-2018年8月，进行落架大修。